# Margarette Ballard
Margarette Ballard (* 20. Dezember 1866; † nach 1889) war eine US-amerikanische Tennisspielerin. 

## Erfolge
Margarette Ballard war mit ihrer Landsfrau Bertha Townsend im Jahr die 1889 die erste Siegerin im erstmals ausgetragenen Damendoppel bei den US-amerikanischen Tennismeisterschaften. Sie gewannen das Finale gegen Marian Wright und Laura Knight glatt in zwei Sätzen mit 6:0, 6:2.